# Mauricio Alonso
Mauricio Sebastián Alonso Pereda (Montevideo, 12 febbraio 1994) è un calciatore uruguaiano, attaccante del Mushuc Runa.